# Campeonato Tocantinense de Futebol de 2024
O Campeonato Tocantinense de Futebol de 2024 foi a 32ª edição da principal competição de futebol do estado do Tocantins. O campeonato teve início no dia 27 de janeiro, e seu termino no dia 6 de abril. O União Atlético Clube foi o campeão da edição de 2024.

## Regulamento
Na primeira fase oito equipes se enfrentam entre si em jogos de ida. Avançam à segunda fase (semifinais) os quatro times com maior número de pontos. Nas semifinais as equipes se enfrentam em jogos de ida e volta. Na final também serão jogos de ida e volta. As duas piores equipes da 1ª fase serão rebaixadas à Segunda Divisão.
Segundo o regulamento, ao fim da primeira fase, as equipes que terminarem empatadas em pontos, o seguinte critério de desempate será: maior número de vitórias, melhor saldo de gols, maior número de gols pró, confronto direto (entre as equipes) e sorteio na sede da FTF.
Nas fases seguintes para conhecer a equipe vencedora em caso de empate em pontos, após os jogos de ida e volta, serão os seguintes:
Melhor saldo de gols – dentro da fase de disputa.
Se o empate ainda persistir a definição será nos pênaltis.

## Transmissão
O campeonato será transmitido em canais de TV e Rádios locais do estado do Tocantins, além de ser transmitido na Internet por canais do YouTube.

## Equipes participantes

### Promovidos e rebaixados
| Pos. | Rebaixados da Série A de 2023 |
| ---- | ----------------------------- |
| 9º   | Interporto                    |
| 10º  | Palmas                        |

| Pos. | Promovidos da Série B de 2023 |
| ---- | ----------------------------- |
| 1°   | Batalhão                      |
| 2°   | Araguaína                     |

## Primeira fase
| Pos | Equipe                | Pts | J | V | E | D | GP | GC | SG  | Classificação ou descenso    |
| --- | --------------------- | --- | - | - | - | - | -- | -- | --- | ---------------------------- |
| 1   | União-TO              | 19  | 7 | 6 | 1 | 0 | 10 | 1  | +9  | Próxima fase                 |
| 2   | Tocantinópolis        | 14  | 7 | 4 | 2 | 1 | 8  | 3  | +5  | Próxima fase                 |
| 3   | Capital-TO            | 13  | 7 | 4 | 1 | 2 | 10 | 6  | +4  | Próxima fase                 |
| 4   | Araguaína             | 13  | 7 | 4 | 1 | 2 | 9  | 5  | +4  | Próxima fase                 |
| 5   | Gurupi                | 9   | 7 | 2 | 3 | 2 | 6  | 6  | 0   |                              |
| 6   | Tocantins de Miracema | 7   | 7 | 2 | 1 | 4 | 6  | 13 | −7  |                              |
| 7   | Bela Vista            | 4   | 7 | 1 | 1 | 5 | 7  | 11 | −4  | Rebaixados à Série B de 2024 |
| 8   | Batalhão              | 0   | 7 | 0 | 0 | 7 | 5  | 16 | −11 | Rebaixados à Série B de 2024 |

### Confrontos
Fonte:
| 27 de janeiro | União-TO         | 1 – 0          | Bela Vista                                  | Mirandão, Araguaína, TO                                         |
| 16:00         | Bruno Morais 28' | Súmula Borderô | 33' Diego 47' Ewerton 52' Murilo 85' Caíque | Público: Jogo com Portões fechado Árbitro: TO Maurício Oliveira |

| 27 de janeiro | Batalhão                                                              | 1 – 2          | Tocantinópolis | Nilton Santos, Palmas, TO                |
| 16:00         | Maikon Leite 36' (pen) · JV 57' · Nikolas 66' · Wanderson Bombado 85' | Súmula Borderô | 4' 66' Everson Bilal · 16' Wanderson · 51' Gabriel Caju · 54' Lucas Campos · 63' Robinho · 66' Bidely · 76' Pedro igor | Público: 471 Árbitro: TO Alisson Furtado |

| 30 de janeiro | Araguaína                                                    | 1 – 2          | Capital-TO                                                                                               | Mirandão, Araguaína, TO                |
| 19:30         | Márcio Júnior 44' · Giovani 45+2' · Douglas 45+6' · Clau PJ' | Súmula Borderô | 45+6' PK · 55' Cairo · 59' Wesley · 72' Arthurzinho · 73' Kennerson · 78' Gabriel Eugênio · 90+4' Prezzi | Público: 514 Árbitro: TO Marcos Mateus |

| 31 de janeiro | Gurupi                                  | 0 – 0          | Tocantins de Miracema   | Resendão, Gurupi, TO                    |
| 16:00         | Luis 37' Bruno 41' Marcão 43' Keven 48' | Súmula Borderô | 38' Anderson 88' Felipe | Público: 161 Árbitro: TO Tarcísio Matos |

| 3 de fevereiro | Capital-TO      | 0 – 0          | Gurupi                                   | Nilton Santos, Palmas, TO                  |
| 16:00          | Arthurzinho 10' | Súmula Borderô | 13' Higor 90+3' Jeferson 90+4' Evanilson | Público: 310 Árbitro: TO Wychardys Gryecco |

| 3 de fevereiro | Tocantins de Miracema                                                     | 0 – 2          | União-TO | Castanheirão, Miracema, TO                                      |
| 16:00          | Ismael 5' Patrick 10' Lucas 39' Fagner 40' Julio 14' 59' Lucas Kaunas 88' | Súmula Borderô | 10' 38' Bruno Morais · 31' Felipe · 37' Davi · 37' Davi Guedes · 45+4' Matheus · 64' Frank · 80' Gabriel · 90+5' Pedro | Público: Jogo com Portões fechado Árbitro: TO Dagoberto Modesto |

| 3 de fevereiro | Bela Vista                              | 2 – 0          | Batalhão | Batistão, Luzinópolis, TO                  |
| 16:00          | Murylo 37' 60' · Edno 45+3' · Célio 87' | Súmula Borderô |          | Público: 824 Árbitro: TO Fernando Henrique |

| 4 de fevereiro | Tocantinópolis                       | 0 – 1          | Araguaína | João Ribeiro, Tocantinópolis, TO         |
| 16:00          | Johnathan 24' Sandeson 29' Lucão 78' | Súmula Borderô | 15', 71' Kauan · 31' Willian · 44' Igor Pato · 69' Rafael Leandro · 69' Brito · 69' Douglas · 90+2' Vinicius · PJ' Ryan | Público: 863 Árbitro: TO Alisson Furtado |

| 9 de fevereiro | Tocantinópolis                                                      | 2 – 1          | Bela Vista                                          | João Ribeiro, Tocantinópolis, TO           |
| 19:30          | Wanderson 44' · Pedro Dias 45+4' · Igor 49' 65' · Gustavo Gomes 66' | Súmula Borderô | 20' Célio · 43' Renatinho · 50' Carioca · 69' David | Público: 746 Árbitro: TO Maurício Oliveira |

| 10 de fevereiro | Gurupi                            | 0 – 1          | União-TO                                            | Resendão, Gurupi, TO                    |
| 16:00           | Jandson 11' Bruno 32' André 90+4' | Súmula Borderô | 50' Pedro · 53' Gabriel Vinicius · 86' Mascus Paulo | Público: 115 Árbitro: TO Tarcísio Matos |

| 10 de fevereiro | Tocantins de Miracema        | 0 – 2          | Araguaína                                                   | Castanheirão, Miracema, TO                                |
| 16:00           | Felipe 25' Luiz Henrique 67' | Súmula Borderô | 44', 69' Igor Pato · 54' Rafael Leandro · 81', 84' Negreiro | Público: Jogo com Portões fechado Árbitro: TO Tiago Costa |

| 10 de fevereiro | Batalhão                                                           | 0 – 3          | Capital-TO | Nilton Santos, Palmas, TO                  |
| 16:00           | Leo 25' Cristiano 25' Bombado 53' Nikolas 63' Roberto 74' Codó 90' | Súmula Borderô | 3' Márcio lobó · 15' Isaac · 19' Gabriel Eugênio · 43' Romário · 61' Giancarlo · 70' Felipe Leal · 74' PK · 74' 79' Hugo Moreno | Público: 229 Árbitro: TO Dagoberto Modesto |

| 14 de fevereiro | Tocantinópolis                                                       | 1 – 0          | Capital-TO                                                                       | João Ribeiro, Tocantinópolis, TO           |
| 20:00           | Pedro Dias 43' · Pedro igor 56' · Marcinho 82' · Bidely 90+2', 90+3' | Súmula Borderô | 19' Romário 48' PK 53' Gabriel Eugênio 90+1' Mailson 90+3' Isaac 90+4' Giancarlo | Público: 754 Árbitro: TO Fernando Henrique |

| 17 de fevereiro | Bela Vista                                              | 2 – 3          | Tocantins de Miracema                                                          | Batistão, Luzinópolis, TO               |
| 16:00           | Murylo 12' · Carioca 34' · Célio 45+3' · Gil Macena 74' | Súmula Borderô | 41' Ismael Santos · 48' Maicon · 55' Anderson · 80' Julio · 87' Ismael Trajano | Público: 574 Árbitro: TO Danilo Martins |

| 17 de fevereiro | União-TO                                               | 1 – 0          | Batalhão                          | Mirandão, Araguaína, TO                  |
| 16:00           | Sandro 12' · Bruno Morais 15' 55' · Pedro Henrique 26' | Súmula Borderô | 18' Rodrigo Tocantins 77' Isakiel | Público: 523 Árbitro: TO Laelton Martins |

| 20 de fevereiro | Araguaína                                                                                            | 2 – 1          | Gurupi | Mirandão, Araguaína, TO                |
| 19:30           | Café 38' · Giovani 59' · Ailton 66' · Claudeci 90' · Clau 90' · Rafael Leandro 90+13' · Brito 90+14' | Súmula Borderô | 6' jeferson · 17' João Marcelo · 41' João Vitor · 51' Jandson · 73' Luis · 79' Matheus · 81' João Macerlo · 90+1' Romário · 90+21' Higor | Público: 465 Árbitro: TO Marcos Mateus |

| 24 de fevereiro | Gurupi | 0 – 0          | Tocantinópolis | Resendão, Gurupi, TO                 |
| 16:00           |        | Súmula Borderô |                | Público: 225 Árbitro: TO Tiago Costa |

| 24 de fevereiro | União-TO                                                      | 1 – 0          | Araguaína                                  | Mirandão, Araguaína, TO                   |
| 16:00           | Clau 42' · Marcus Paulo 67' · Matheus 79' · Davi Guedes 90+3' | Súmula Borderô | 25' Ailton 68' Italo 79' Diego 79' Willian | Público: 1,200 Árbitro: TO Tarcísio Matos |

| 24 de fevereiro | Batalhão | 2 – 3          | Tocantins de Miracema           | Nilton Santos, Palmas, TO                  |
| 16:00           | Roberto Henrique 30' · Maikon Leite 34' · Codó 46' · Leo 56' 90+4' · Nikolas 67' · Roberto do Nascimento 87' · Yuri 90+1' | Súmula Borderô | 31' Maicon · 48' Danilo · 90+2' | Público: 266 Árbitro: TO Eduardo Fernandes |

| 25 de fevereiro | Capital-TO                                                                         | 2 – 0          | Bela Vista                         | Nilton Santos, Palmas, TO                |
| 16:00           | Felipe Leal 25' · Arthurzinho 55' · Wesley 64' · Romario 90+2' · Phedo Lucas 90+6' | Súmula Borderô | 48' Marquinhos 66' David 87' Célio | Público: 127 Árbitro: TO Laelton Martins |

| 2 de março | União-TO                                                   | 0 – 0          | Tocantinópolis                    | Mirandão, Araguaína, TO                    |
| 16:00      | Felipe 35' Rafael Baiano 37' Mateus 65' Davi Guedes 90+11' | Súmula Borderô | 17' Gustavo Costa 17' Daniel Caju | Público: 571 Árbitro: TO Dagoberto Modesto |

| 2 de março | Gurupi                                                                                   | 3 – 2          | Batalhão                                                                                             | Resendão, Gurupi, TO                       |
| 16:00      | João Marcelo 21' · Marcão 56' · Arian 90+1' 90+10' · Roniel 90+4' · Romário 90+7', 90+9' | Súmula Borderô | 24', 89' Codó · 33' JV · 71' Rhaillan · 82' Aaron · 76' 90+3' Cristiano · 90+6' Leo · 90+7' Rhaillan | Público: 156 Árbitro: TO Fernando Henrique |

| 3 de março | Tocantins de Miracema                                        | 0 – 2          | Capital-TO                                                                          | Castanheirão, Miracema, TO              |
| 16:00      | Julio Cesar 5' João Vitor 5' Felipe 41' Lucas 70' Danilo 73' | Súmula Borderô | 45' Gabriel Furação · 49' Cairo · 62' Giancario · 79' Juninho · 84' Gabriel Eugênio | Público: 38 Árbitro: TO Alisson Furtado |

| 5 de março | Araguaína                                                                                                 | 1 – 1          | Bela Vista                                    | Mirandão, Araguaína, TO                    |
| 19:30      | Ueslei 72' · Pedro Victor 73' · Felipe Campos 81' · Rafael Leandro 90+1' · Giovani 90+6' · Negreiro 90+8' | Súmula Borderô | 78' Célio · 90+12' Maelson · 90+7' Gil Macena | Público: 790 Árbitro: TO Wychardys Gryecco |

| 10 de março | Bela Vista | 1 – 2          | Gurupi                          | Batistão, Luzinópolis, TO                                 |
| 16:00       | Diogo 7'   | Súmula Borderô | 20' João Macerlo · 45+1' Marcão | Público: Jogo com Portões fechado Árbitro: TO Tiago Costa |

| 10 de março | Capital-TO                                                     | 1 – 4          | União-TO                                                                                                   | Nilton Santos, Palmas, TO                  |
| 16:00       | Wesley 45+1' · Arthurzinho 62' 90' · Kennerson 68' · Isaac 86' | Súmula Borderô | 15' 59' Arango · 32' Gabriel · 39' Hector · 45+1' Pedro · 50', 64' Frank · 86' Jhonattas · 90+3' Alberione | Público: 140 Árbitro: TO Maurício Oliveira |

| 10 de março | Tocantinópolis                                                 | 3 – 0          | Tocantins de Miracema        | João Ribeiro, Tocantinópolis, TO         |
| 16:00       | Everson Bilal 3' · Gustavo 60' · Paulinho 70' · Pedro Igor 76' | Súmula Borderô | 45+1' Danilo 90+3' Jarlysson | Público: 378 Árbitro: TO Laelton Martins |

| 10 de março | Batalhão                              | 0 – 2          | Araguaína                                            | Escolinha Nilton Santos, Palmas, TO                             |
| 16:00       | Walber 24' Gio 73' Roberto 75' JV 77' | Súmula Borderô | 33' Italo · 41' Cáfe · 66' Kevin · 89' Felipe Campos | Público: Jogo com Portões fechado Árbitro: TO Eduardo Fernandes |

## Fase final
Em itálico as equipes que possuem o mando de campo no primeiro jogo; em negrito as equipes vencedoras.
|  | Semifinais     | Semifinais     | Semifinais | Semifinais |   |          | Final | Final | Final | Final |
|  |                |                |            |            |   |          |       |       |       |       |
|  | União-TO       | 1              | 1          | 2 (5)      |   |          |       |       |       |       |
|  | Araguaína      | 1              | 1          | 2 (4)      |   |          |       |       |       |       |
|  | Araguaína      | 1              | 1          | 2 (4)      |   | União-TO | 2     | 2     | 4     |       |
|  |                |                |            |            |   | União-TO | 2     | 2     | 4     |       |
|  |                | Tocantinópolis | 1          | 1          | 2 |          |       |       |       |       |
|  | Tocantinópolis | Tocantinópolis | 1          | 1          | 2 | 3        | 1     | 4     |       |       |
|  | Tocantinópolis |                |            |            |   | 3        | 1     | 4     |       |       |
|  | Capital-TO     | 2              | 0          | 2          |   |          |       |       |       |       |

### Confrontos
Fonte:
| 16 de março | Araguaína | 1 – 1          | União-TO                                                                  | Mirandão, Araguaína, TO                    |
| 18:30       | João Pedro 9' · Kauan 10' · Willian 12' · João Pedro 45+1' · Giovani 46' · Negreiro 50' · Felipe Campos 67' · Vinicius 90+1' | Súmula Borderô | 34' Felipe · 39' Rafael Baiano · 54' Matheus · 57' Jean · 58' Davi Guedes | Público: 2,749 Árbitro: TO Alisson Furtado |

| 19 de março | Capital-TO                                                                                  | 2 – 3          | Tocantinópolis | Nilton Santos, Palmas, TO              |
| 18:00       | Márcio Junior 12' · Giancarlo 17' (pen) · Jhonata Lima 45' · William 69' · Gustavo Lobó 88' | Súmula Borderô | 13' (pen) Pedro Igor · 16' 38' Gustavo Santos · 20' Cássio · 77' Paulinho · 85' Wanderson · 89' Gustavo Costa · 90' Bidely · 90+6' Samuel | Público: 571 Árbitro: TO Marcos Mateus |

| 23 de março | União-TO | 1 – 1 (2 – 2 agr.) | Araguaína                                                                                       | Mirandão, Araguaína, TO                |
| 16:00       | Rafael Baiano 45+5' · Gabriel Vinícius 53' · Tiago Alberione 53' · Bruno Morais 88' · Sandro 88' · Jhonatas Brasileiro 88' | Súmula Borderô     | 22' Tonhão · 45+4' Giovani · INT' João Pedro · INT' Marcelo · 53' Rafael Leandro · 85' Vinicius | Público: 1,762 Árbitro: TO Tiago Costa |

|                                                          |       | Penalidades                             |  |
| Pedro Thiago Alberione Bruno Morais Rafael Baiano Arango | 5 – 4 | Igor Pato Negreiro Tonhão Souza Giovani |  |

| 24 de março | Tocantinópolis                                                                                                | 1 – 0 (4 – 2 agr.) | Capital-TO                                              | João Ribeiro, Tocantinópolis, TO             |
| 16:00       | Robinho 4' · Caio Felipe 38' · Johnatan 45+1' · Paulinho 59' · Wanderson 76' · Samuel 78' · Everson Bilal 80' | Súmula Borderô     | 34', 66' Márcio Júnior 58' Erick 86' Lelo 87' Giancarlo | Público: 1,188 Árbitro: TO Dagoberto Modesto |

| 30 de março | Tocantinópolis                                                | 1 – 2          | União-TO                                                                             | João Ribeiro, Tocantinópolis, TO           |
| 17:30       | Robinho 28' 66' · Pedro Igor 42' · Bidely 48' · Renatinho 72' | Súmula Borderô | 13' Gustavo Costa · 24' Arango · 25' Matheus · 43' Pedro Henrique · 45+3' 45+6' Jean | Público: 1,907 Árbitro: TO Alisson Furtado |

| 6 de abril | União-TO                                                                                                 | 2 – 1 (4 – 2 agr.) | Tocantinópolis                                                                                      | Mirandão, Araguaína, TO                      |
| 18:30      | Arango 27' · Héctor 40' · Sandro INT' · Matheus 47' · Bruno Morais 66' · Felipe 79' · Marcus Paulo 45+7' | Súmula Borderô     | 27' Marcinho · 45+5' Daniel Barros · 59' 45+7' Everson Bilal · 77' Elifran · 88' Igor · 45+7' Lucão | Público: 4,215 Árbitro: TO Dagoberto Modesto |

## Classificação final
| Pos | Equipe                | PG | Jogos | Jogos | Jogos | Jogos | Gols | Gols | Gols | Classificação                                                                     |
| Pos | Equipe                | PG | #     | V     | E     | D     | GP   | GS   | SG   | Classificação                                                                     |
| --- | --------------------- | -- | ----- | ----- | ----- | ----- | ---- | ---- | ---- | --------------------------------------------------------------------------------- |
| 1   | União-TO              | 27 | 11    | 8     | 3     | 0     | 16   | 5    | +11  | Campeão e classificado à Copa do Brasil 2025, Série D 2025 e Copa Verde 2025      |
| 2   | Tocantinópolis        | 21 | 11    | 6     | 2     | 3     | 14   | 9    | +5   | Vice-campeão e classificado à Copa do Brasil 2025, Série D 2025 e Copa Verde 2025 |
| 3   | Araguaína             | 15 | 9     | 4     | 3     | 2     | 11   | 7    | +4   | Eliminados nas Semifinais                                                         |
| 4   | Capital-TO            | 13 | 9     | 4     | 1     | 4     | 12   | 10   | +3   | Eliminados nas Semifinais                                                         |
| 5   | Gurupi                | 9  | 7     | 2     | 3     | 2     | 6    | 6    | 0    |                                                                                   |
| 6   | Tocantins de Miracema | 7  | 7     | 2     | 1     | 4     | 6    | 13   | -7   |                                                                                   |
| 7   | Bela Vista            | 4  | 7     | 1     | 1     | 5     | 7    | 11   | –4   | Rebaixado para a Segunda Divisão 2024                                             |
| 8   | Batalhão              | 0  | 7     | 0     | 0     | 7     | 5    | 16   | –11  | Rebaixado para a Segunda Divisão 2024                                             |

## Premiação
| Campeonato Tocantinense de Futebol de 2024 |
| ------------------------------------------ |
| União-TO Bicampeão (2.º título)            |

## Artilharia
Atualizado em 06 de abril de 2024
| Gols | Jogador          | Equipe                |
| ---- | ---------------- | --------------------- |
| 4    | Bruno Morais     | União-TO              |
| 3    | Igor Pato        | Araguaína             |
| 3    | Pedro Igor       | União-TO              |
| 3    | Wanderson        | Tocantins de Miracema |
| 2    | Matheus Café     | Araguaína             |
| 2    | Maikon Leite     | Batalhão              |
| 2    | Célio            | Bela Vista            |
| 2    | Arthurzinho      | Capital-TO            |
| 2    | Cairo            | Capital-TO            |
| 2    | Giancarlo        | Capital-TO            |
| 2    | Wesley           | Capital-TO            |
| 2    | João Marcelo     | Gurupi                |
| 2    | Júlio            | Tocantins de Miracema |
| 2    | Maicon           | Tocantins de Miracema |
| 2    | Everson Bilal    | Tocantins de Miracema |
| 2    | Frank            | União-TO              |
| 2    | Gabriel Vinícius | União-TO              |
| 2    | Jean             | União-TO              |
| 1    | Clau             | Araguaína             |
| 1    | Giovani          | Araguaína             |
| 1    | Ítalo            | Araguaína             |
| 1    | João Pedro       | Araguaína             |
| 1    | Rafael Leandro   | Araguaína             |
| 1    | Cristiano        | Batalhão              |
| 1    | Leandro          | Batalhão              |
| 1    | Rhaylan          | Batalhão              |
| 1    | Carioca          | Bela Vista            |
| 1    | Diogo            | Bela Vista            |
| 1    | Edno Roberto     | Bela Vista            |
| 1    | Gil Macena       | Bela Vista            |
| 1    | Murylo           | Bela Vista            |
| 1    | Hugo Moreno      | Capital-TO            |
| 1    | Márcio Júnior    | Capital-TO            |
| 1    | Romário          | Capital-TO            |
| 1    | William          | Capital-TO            |
| 1    | Hugo             | Gurupi                |
| 1    | Jeffersson       | Gurupi                |
| 1    | Marcão           | Gurupi                |
| 1    | Roniel           | Gurupi                |
| 1    | Anderson         | Tocantins de Miracema |
| 1    | Daniel Barros    | Tocantins de Miracema |
| 1    | Danilo           | Tocantins de Miracema |
| 1    | Gustavo          | Tocantinópolis        |
| 1    | Gustavo Gomes    | Tocantinópolis        |
| 1    | Igor             | Tocantinópolis        |
| 1    | Robinho          | Tocantinópolis        |
| 1    | Arango           | União-TO              |
| 1    | Felipe           | União-TO              |
| 1    | Gabriel Vinícius | União-TO              |
| 1    | Matheus          | União-TO              |

| Gols Contra | Jogador       | Equipe         |
| ----------- | ------------- | -------------- |
| 1           | Clau          | Araguaína      |
| 1           | Ueslei        | Bela Vista     |
| 1           | Márcio Júnior | Capital-TO     |
| 1           | Gustavo Costa | Tocantinópolis |

## Técnicos
| Equipe                | Técnico                                   |
| --------------------- | ----------------------------------------- |
| Araguaína             | Fabrício Caravalho (1ª—)                  |
| Batalhão              | Wilsomar Sena (1ª—)                       |
| Bela Vista            | Edno Roberto (1ª—3ª) Flávio Azevedo (4ª—) |
| Capital-TO            | Ricardo Lima (1ª—3ª) Fabiano Borba (4ª—)  |
| Gurupi                | Roberto Oliveira (1ª—)                    |
| Tocantins de Miracema | Renato Neves (1ª—)                        |
| Tocantinópolis        | Jairo Nascimento (1ª—)                    |
| União-TO              | Luiz Carlos Prima (1ª—)                   |